# 米爾科沃

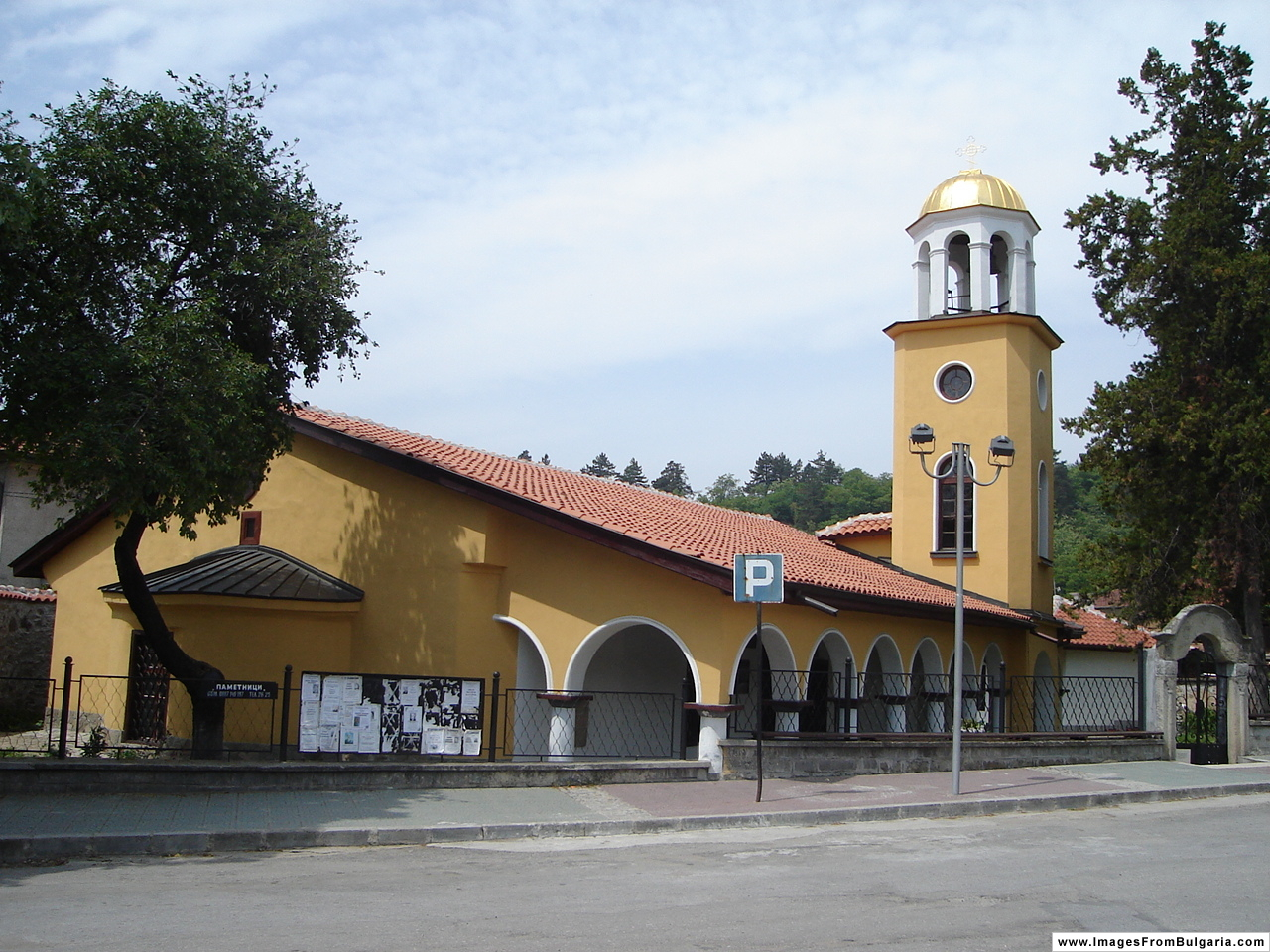

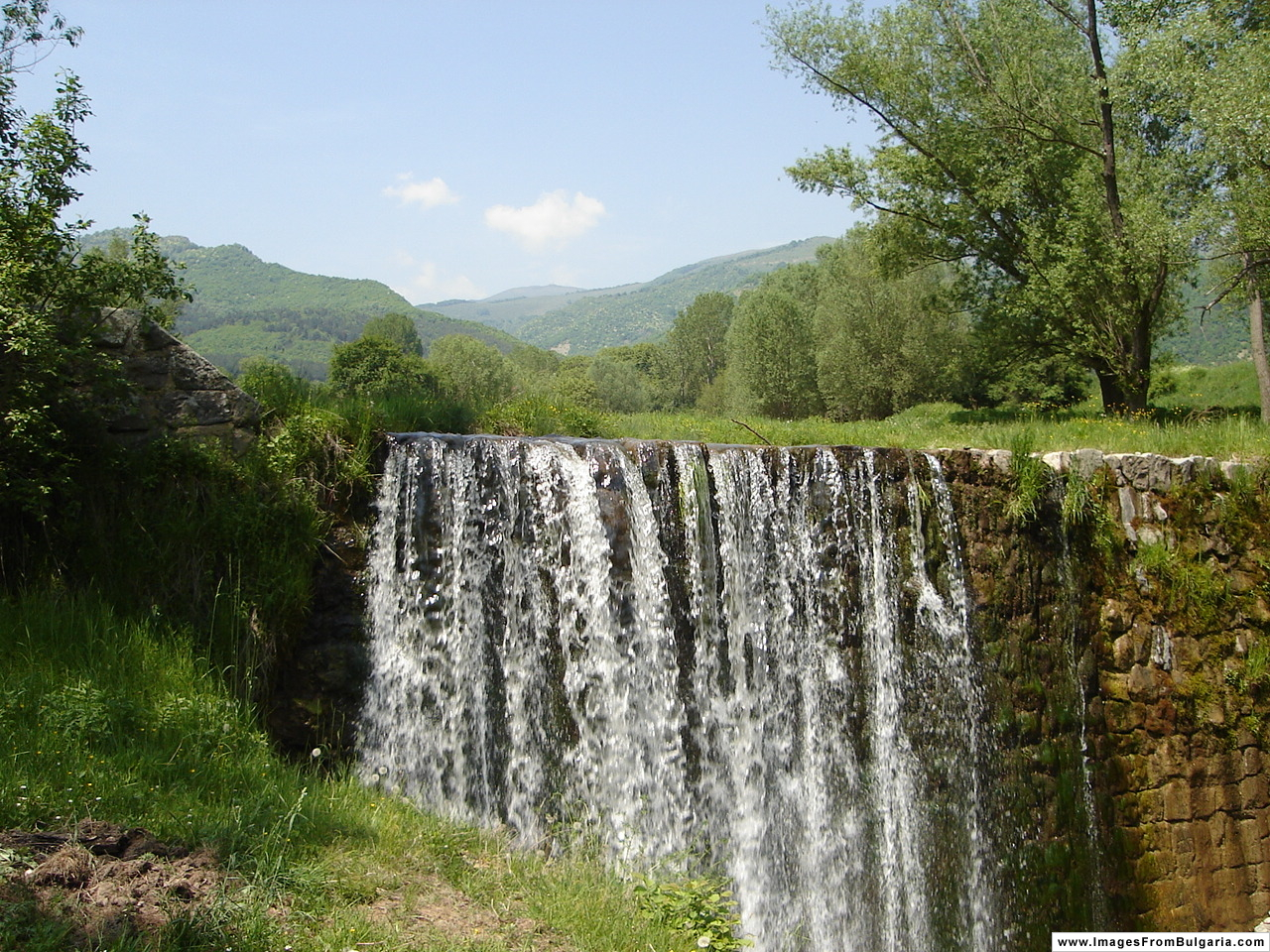

米爾科沃，是保加利亞西部索菲亞州米爾科沃市鎮的村庄及行政中心，面積63.39平方公里，海拔高度715米，2015年人口1,643，人口密度每平方公里25.92人。